# Frida Brandenburg
Frida Brandenburg (* 2008) ist eine deutsche Kinderdarstellerin.

## Karriere
Mit elf Jahren hatte Brandenburg ihre erste Filmrolle im Film „Das Märchen vom goldenen Taler“, einer Produktion von Cüneyt Kaya.